# Tichon Zadoński
Tichon Zadoński, imię świeckie Timofiej Sawieljewicz Sokołow (ur. 1724 we wsi Korocko, zm. 2 sierpnia?/13 sierpnia 1783 w Woroneżu) – prawosławny biskup Woroneża, święty mnich i cudotwórca.

## Życiorys
Pochodził z bardzo biednej rodziny wiejskiej, jako kilkuletnie dziecko stracił ojca, wcześniej zmuszony był też podjąć pracę. Nielegalnie ominąwszy pobór do wojska, wstąpił do seminarium duchownego w Nowogrodzie. W 1758 złożył śluby zakonne w monasterze św. Antoniego Rzymianina w Nowogrodzie przed jego przełożonym, archimandrytą Parteniuszem i już w następnym roku otrzymał stanowisko rektora seminarium duchownego w Twerze. W 1761 mianowany biskupem pomocniczym eparchii nowogrodzkiej, zaś w 1763 ordynariuszem eparchii woroneskiej.
Przebywając w Nowogrodzie, późniejszy hierarcha zetknął się z popularną wśród rosyjskiej inteligencji myślą pietystyczną oraz poznał najnowsze prądy w filozofii świeckiej. Pietyzm mógł odegrać następnie znaczącą rolę w jego życiu, skłaniając go do przejścia na własną prośbę na katedrę woroneską, a następnie do przeniesienia się do monasteru.
Ze względu na słabe zdrowie już po czterech latach poprosił o zwolnienie z urzędu i udał się do monasteru Narodzenia Matki Bożej w Zadońsku, gdzie według tradycji spędzał cały czas na modlitwie i lekturze Pisma Świętego. Uważany był za cudotwórcę i jasnowidza. Swoje poglądy religijne wyłożył w dziele O prawdziwym chrześcijaństwie, w którym głosił pochwałę naśladowania Chrystusa w codziennym życiu. Zyskał sławę świętego starca, opiekując się duchowo posłusznikami klasztoru, jak również udzielając rad i pouczeń ludziom świeckim.
Zmarł w 1783, a jego ciało miało nie ulec rozkładowi (jednak w roku 1919 podczas otwarcia zleconego przez władze rewolucyjne znaleziono jedynie szkielet). Jego prace zostały szerzej rozpropagowane dopiero w latach 60. XIX w., wtedy też Rosyjski Kościół Prawosławny ogłosił go świętym.